# Brecon Beacons
Brecon Beacons (Bannau Brycheiniog in gallese) è una catena montuosa del Galles meridionale che forma il nucleo del Parco nazionale di Brecon Beacons.

## Geografia della catena montuosa
La catena del Brecon Beacons si estende da ovest a est nel sud-est del Galles e a sud della valle del fiume Usk. La catena è delimitata a ovest dalle colline della Black Mountain e a est dalla catena collinare omonima delle Black Mountains. La catena delle Brecon Beacons raggiunge la massima altezza con il Pen y Fan (886 m). Altre cime sono il Corn Du (873 m), il Cribyn (795 m) ed il Fan y Bîg (719 m).
Dalla catena montuosa scendono verso sud i fiumi Taff, Ebbw e Neath.
Le cime prendono il nome di Beacon (fuoco di segnalazione) per i fuochi che vi si accendevano in passato per segnali luminosi, specie in caso di invasioni.

## Parco nazionale

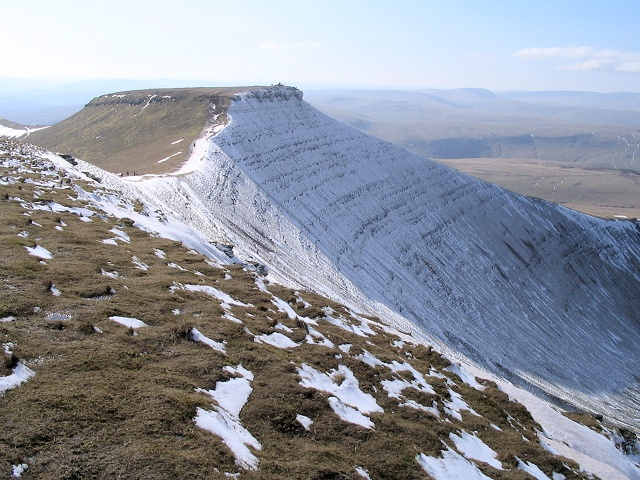
Il Corn Du (873 m) dal Pen y Fan; si nota bene la stratificazione delle rocce che costituiscono la montagna

Dal 1959 la catena del Brecon Beacons è protetta da un parco nazionale che copre 1344 km². Il parco copre un'area ben maggiore della catena montuosa e va approssimativamente da Llandeilo a ovest fino a Hay-on-Wye a nord-est e al confine con l'Inghilterra a est. A nord è delimitato dal fiume Usk e a sud dalla propaggini meridionali del Brecon Beacons. Il parco comprende anche le colline Black Mountain a ovest e le omonime Black Mountains a est.
Dal 2005 esiste un sentiero che attraversa tutta la catena montuosa da est a ovest, partendo da Abergavenny nel Monmouthshire fino al villaggio di Bethlehem nel Carmarthenshire. Il Taff Trail è invece un sentiero che attraversa il parco e la catena montuosa da sud a nord (da Cardiff a Brecon).